# Classe K V
La classe K V est une classe de trois sous-marins construite pour la marine royale néerlandaise et utilisé pour le service colonial dans les Indes orientales néerlandaises. 
Construits entre les deux guerres, seulement 1 sous marin sur les 3 construits, le K VII, a été utilisé au début de la Seconde Guerre mondiale.  Il a été bombardé par les Japonais dans le port de Soerabaja. 
La classe porte le nom du premier navire de la classe, le K V. 

## Conception
La conception des sous-marins est due à la société britannique  William Denny & Brothers de Dumbarton et était destinée à des missions de patrouilles dans les Indes orientales néerlandaises. La conception est basée sur le type Hay-Denny. Les navires de la classe K V ont été construits par le chantier naval Fijenoord de Rotterdam.

## Caractéristiques techniques
Les sous-marins de la classe K V avaient les dimensions suivantes (L)57,31 m × (l)5,60 m × (H)3,82 m. Le déplacement standard de ces navires, à pleine charge, était de 507 tonnes et sous l'eau de 649 tonnes. Tous les navires étaient équipés de deux moteurs diesel Sulzer à deux temps et six cylindres de 600 ch chacun. Pour la propulsion sous l'eau, deux moteurs électriques de 200 ch étaient disponibles. Ces moteurs électriques tiraient leur énergie des 120 batteries qui pouvaient fournir 4350 Ah pendant trois heures. Ces moteurs offraient une vitesse maximale de 13,5 nœuds au-dessus de l'eau et de 8 nœuds sous l'eau. La portée maximale de 3 500 milles nautiques au-dessus de l'eau et de 25 milles nautiques sous l'eau a été atteinte à 11 nœuds et 8 nœuds respectivement. La profondeur de plongée des sous-marins était de 40 mètres.

## Armement
Les navires de la classe K V étaient équipés de six tubes lance-torpilles de 17,7 pouces, 2 à l'avant, 2 à l'arrière et 2 au milieu du navire. Au total, les navires pouvaient transporter douze torpilles III45. En plus des tubes lance-torpilles, les navires sont équipés d'un canon de 7,5 cm et d'une mitrailleuse de 12,7 mm.

## Construction
| Nom   | Pose de la quille | Lancement        | Commission        | Fin de service             |
| ----- | ----------------- | ---------------- | ----------------- | -------------------------- |
| K V   | 4 avril 1916      | 20 novembre 1919 | 15 septembre 1920 | Août 1937                  |
| K VI  | 4 avril 1916      | 23 décembre 1920 | 11 octobre 1921   | Août 1937                  |
| K VII | 25 juillet 1916   | 8 mars 1921      | 5 septembre 1922  | 18 février 1942 (bombardé) |